# 132 Aethra
A 132 Aethra egy marsközeli kisbolygó. James Craig Watson fedezte fel 1873. június 13-án.